# Esencjalizm
Esencjalizm (łac. essentia – istota, treść) – pogląd filozoficzny:
1. który w opozycji do fenomenalizmu twierdzi, że pod powierzchnią obserwowalnych zjawisk ukrywa się właściwa, esencjalna rzeczywistość[1];
2. twierdzący, że dla każdego określonego bytu, przynajmniej teoretycznie, jest możliwe podanie skończonego zbioru cech (esencji) takich, że określony byt koniecznie musi posiadać wszystkie te cechy, by należeć do definiowanej w ten sposób grupy. Element takiej grupy może posiadać cechy spoza takiego zbioru cech, które nie są ani konieczne, ani wykluczające dla przynależności do definiowanej grupy.

Esencja określa substancję lub ideę w sensie spotykanym w idealizmie platońskim. Jest stała, niezmienna, wieczna i obecna w każdym z możliwych światów. W klasycznym humanizmie istnieje koncepcja esencjalistyczna człowieka, to znaczy, istnieje przekonanie, że natura ludzka jest odwieczna i niezmienna. Ten element humanizmu był krytykowany przez Marksa i Nietzschego.

## Esencjalizm w filozofii
Definicja esencji w filozofii jest zbliżona do definicji idei (gr. τό εἶδος, ἥ ἰδέα) w klasycznej filozofii greckiej. Wiele definicji esencji ma swoje korzenie w hylemorfizmie – starogreckim rozumieniu powstania bytów. W myśl tej filozofii, forma i istnienie mogą być rozumiane przez analogię do produktów rzemieślnika. Rzemieślnik (gr. δημιοργός – demiurgos) używa drewna (gr. ἡ ὕλη – hyle) by nadać mu określoną formę (gr. ἡ μορφή – morfe) według planu w jego myślach. Według Platona byty wszechświata powstały dzięki pracy demiurga, który nadał im kształt z chaosu (gr. τό χάος). Pojęcia ὕλη i μορφή zostały użyte w tym sensie po raz pierwszy przez Arystotelesa. Jego zdaniem, wszystkie byty składają się z dwóch podstawowych składowych: materii oraz kształtującej materię idei. To właśnie idea nadaje bytom tożsamość. Platon był esencjonalistą, ponieważ wierzył w istnienie idealnych form, których nieudolną kopią są byty materialne.

## Esencjalizm w etyce
W etyce pozycja esencjalistyczna oznacza pogląd, że pewne działania są złe w sensie absolutnym. Esencjonalizm uważa, że np. morderstwo jest fundamentalnie złe, łamiąc obiektywne, rzeczywiste, czy też naturalne prawa, a nie tylko normy narzucone przez społeczeństwo.

## Esencjalizm w biologii
Poglądy esencjalistyczne pojawiały się bardzo często w biologii, zwłaszcza przed sformułowaniem teorii ewolucji, lecz także i po jej powstaniu. Idea, że gatunki są niezmienne w czasie jest jednym przykładem esencjalizmu. Innym przykładem jest idea, że organizmy żywe mają „wewnętrzny pęd”, „siłę życiową (fr. elan vital, łac. vis vitalis), które albo to odróżnia je od materii nieożywionej (witalizm), albo nadaje im nową formę poprzez intencje osobników (lamarkizm), albo też nadaje im określony kierunek ewolucji (ortogeneza). Często uważa się, że podejście esencjonalistyczne w biologii się nie sprawdziło i prowadziło na manowce intelektualne. Przyczyną tego stanu rzeczy miałby być fakt, że esencjonalizm przyjmował całą komplikację organizmów żywych jako ich cechę podstawową, sprowadzając procesy życiowe i ewolucyjne do pojęć podstawowych, skazując się w ten sposób z góry na niepowodzenie w wyjaśnianiu tych zjawisk. Jest to jednak mocno przesadzone, gdyż esencjalizm nie ogranicza się do tego typu postaci. Ponadto, notorycznie myli się dwie płaszczyzny – przyrodniczą i ontologiczną. Esencjalizm jako doktryna filozoficzna (ontologiczny) może być doktryną postulującą istnienie rzeczywistości pozamaterialnej i ją opisującą, natomiast biologia wypowiada się tylko na temat rzeczywistości materialnej, dającej się badać metodami nauk przyrodniczych i nie leży w jej kompetencjach rozstrzyganie czy istnieje jeszcze inna rzeczywstość (aspekt) świata, ani nie jest jej zadaniem badanie takiej ewentualnej rzeczywistości. Esencjalizm jest możliwy do pogodzenia np. z ewolucjonizmem, co starał się realizować w biologii np. Teilhard de Chardin, jakkolwiek współcześnie jego esencjalizm nie jest aktualny, gdyż w biologii nie obowiązuje już zasada, iż organizmy dążą do coraz większej złożoności.

## Esencjalizm psychologiczny
W kognitywistyce pod pojęciem esencjalizmu rozumie się powszechną tendencję do zakładania, że obiekty mają ukryte esencje determinujące ich naturę. Np. wszystkie psy mają esencję psowatości. Według niektórych badaczy esencjalizm kognitywistyczny pojawia się bardzo wcześnie w rozwoju psychologicznym i jest kulturowo-niezmienniczy. Zdaniem innych esencjalizm ten jest późniejszą konsekwencją przynależności do kultury, w której myślenie esencjalistyczne jest rozpowszechnione. Esencjalizm psychologiczny jest teorią przekonań bez wartościowania. Niektórzy neuropsychologowie, w tym Pascal Boyer, dopatrują się w esencjalizmie psychologicznym ontogenetycznych korzeni religii.